# Pangratéika Kalývia
Pangratéika Kalývia (grec moderne : Παγκραταίικα Καλύβια) est une localité située dans le dème de Kalávryta, dans le district régional d'Achaïe, dans la périphérie de Grèce-Occidentale, en Grèce.
Selon le recensement de 2021, elle compte 23 habitants.